# Stylapterus fruticulosus
Stylapterus fruticulosus är en tvåhjärtbladig växtart som först beskrevs av Carl von Linné d.y., och fick sitt nu gällande namn av Antoine Laurent de Jussieu. Stylapterus fruticulosus ingår i släktet Stylapterus och familjen Penaeaceae. Inga underarter finns listade i Catalogue of Life.